# درتوم (ألاداغ)
درتوم (بالفارسية: درتوم) هي قرية تقع في إيران في قسم ألاداغ الريفي. يقدر عدد سكانها بـ 1,157 نسمة .